# Пангуна
Пангу́на (англ. Panguna) — місто в Папуа Новій Гвінеї, знаходиться на острові Бугенвіль в Автономному регіоні Бугенвіль.
Місто розташоване в центрі острова Бугенвіль. На його околицях знаходиться велике родовище міді, яке розробляється з 1972 року, а у самому місті — Bougainville Copper Ltd, підприємство з її видобутку та збагачення.
Населення — 2966 осіб (2012; 3008 в 2010, 3500 в 1990).

## Клімат
Місто знаходиться у зоні, котра характеризується вологим тропічним кліматом. Найтепліший місяць — жовтень із середньою температурою 25.2 °C (77.4 °F). Найхолодніший місяць — червень, із середньою температурою 24.2 °С (75.6 °F).
| Клімат Пангуни          | Клімат Пангуни | Клімат Пангуни | Клімат Пангуни | Клімат Пангуни | Клімат Пангуни | Клімат Пангуни | Клімат Пангуни | Клімат Пангуни | Клімат Пангуни | Клімат Пангуни | Клімат Пангуни | Клімат Пангуни | Клімат Пангуни |
| Показник                | Січ.           | Лют.           | Бер.           | Квіт.          | Трав.          | Черв.          | Лип.           | Серп.          | Вер.           | Жовт.          | Лист.          | Груд.          | Рік            |
| Середня температура, °C | 25,1           | 25,1           | 25             | 25             | 24,8           | 24,2           | 24,3           | 24,4           | 24,9           | 25,2           | 25,1           | 25,2           | 24,9           |
| Норма опадів, мм        | 279.6          | 272.8          | 309.6          | 304.4          | 268.9          | 262.8          | 380            | 307.3          | 326.9          | 301.1          | 260.2          | 246.9          | 3520.5         |
| Днів з опадами          | 22,9           | 22,3           | 23,6           | 22,1           | 22,4           | 19,9           | 23             | 21,4           | 20,6           | 21,6           | 20,3           | 21             | 261,1          |
| Вологість повітря, %    | 80.4           | 81.7           | 81.9           | 82.1           | 82.9           | 83.4           | 84             | 82.1           | 81.4           | 80.3           | 79.2           | 79.5           | 81.6           |
| ----------------------- | -------------- | -------------- | -------------- | -------------- | -------------- | -------------- | -------------- | -------------- | -------------- | -------------- | -------------- | -------------- | -------------- |
| Джерело: Weatherbase    |                |                |                |                |                |                |                |                |                |                |                |                |                |